# Maximilian Kolbe (película)
Maximilian Kolbe (título original en polaco: Zycie za zycie. Maksymilian Kolbe) es una película polaca dirigida en 1991 por Krzysztof Zanussi.
Muestra la historia de Maximiliano Kolbe, quien fue asesinado por los nazis en el campo de concentración de Auschwitz y posteriormente canonizado como mártir por el papa san Juan Pablo II.

## Reparto
- Christoph Waltz: Jen
- Edward Zentara: Maximilian Kolbe
- Artur Barciś: Anselm
- Gustaw Lutkiewicz: Konior
- Krzysztof Zaleski: Olszanski
- Andrzej Szczepkowski: Górecki
- Krzysztof Kowalewski: editor jefe
- Jerzy Stuhr: Pralat
- Franciszek Pieczka: Banasik
- Grazyna Strachota: Aldona
- Joachim Król: oficial de las SS
- Jan Pietrzak: Marek